# Орден југословенске звезде
Орден југословенске звезде (словен. Red jugoslovanske zvezde; мкд. Орден на југословенската ѕвезда) је било одликовање Социјалистичке Федеративне Републике Југославије у четири реда. Први ред овог одликовања је био највише државно одликовање СФРЈ.
Орден југословенске звезде првог, другог и трећег реда установио је председник Федеративне Народне Републике Југославије Јосип Броз Тито 1. фебруара 1954. године. Законом о изменама и допунама Закона о одликовањима ФНРЈ од 1. марта 1961. извршена је измена назива ордена, па је од тада орден имао следеће редове:
- Орден југословенске велике звезде - највише југословенско одликовање
- Орден југословенске звезде с лентом (раније Орден југословенске звезде I реда) - шесто одликовање у важносном реду југословенских одликовања.
- Орден југословенске звезде са златним венцем (раније Орден југословенске звезде II реда) - 14. одликовање у важносном реду југословенских одликовања.
- Орден југословенске звезде на огрлици (раније Орден југословенске звезде III реда) - 24. одликовање у важносном реду југословенских одликовања.

4. децембра 1998. године доношењем Закона о одликовањима СРЈ, орден је поново уведен али овог пута као друго највише одликовање иза Ордена Југославије, па је од тада орден имао следеће редове:
- Орден југословенске велике звезде - друго одликовање СРЈ, иза Ордена Југославије
- Орден југословенске звезде, I реда - седмо одликовање у важносном реду одликовања.
- Орден југословенске звезде, II реда - 20. одликовање у важносном реду одликовања.
- Орден југословенске звезде, III реда - 31. одликовање у важносном реду одликовања.

Орден Југословенске звезде има три степена и додељивао се за нарочите заслуге у развијању међународних односа између Савезне Републике Југославије и других земаља, као и за истакнуте заслуге у развијању и учвршћивању мирољубиве сарадње и пријатељских односа између Савезне Републике Југославије и других земаља.

### СФРЈ
| Орден југословенске велике звезде | Орден југословенске звезде с лентом | Орден југословенске звезде са златним венцем | Орден југословенске звезде на огрлици |
| --------------------------------- | ----------------------------------- | -------------------------------------------- | ------------------------------------- |
| Изглед одликовања                 |                                     |                                              |                                       |
|                                   |                                     |                                              |                                       |
| Траке одликовања                  |                                     |                                              |                                       |
|                                   |                                     |                                              |                                       |

### СРЈ
Орден југословенске велике звезде састоји се од звезде, ленте и орденског знака. Звезда ордена израђена је од сребра и злата. Сачињава је петокрака перласта звезда од сребра, пречника 90 mm, са пет испуста између кракова, на којој се налази народни орнамент од злата, у облику крута, пречника 54 mm, од десет усађених брилијаната. На спољњем делу орнамента налази се пет геометријски распоређених испуста на ивици, у виду врхова петокраке звезде. Средишњи део орнамента уоквирен је пластично урађеним златним кругом, пречника 34 mm, који је украшен са четрдесет рубина. Подлога средишњег дела израђена је од легуре бакра и цинка и емајлирана тамноплаво. На емајлу је позлаћена буктиња окружена позлаћеним маслиновим гранчицама. На доњој ивици буктиње налази се пластично израђена петокрака звезда од рубина, пречника 14 mm, оивичена златом. Лента ордена израђена је од љубичасте моариране свиле, ширине 100 mm. Крајеви ленте завршавају се машном на којој се налази орденски знак. Орденски знак је по композицији исти као и орнамент који се налази на звезди ордена, али је петокрака звезда у средишњем делу од црвеног емајла, а пластични круг, који оивичава средишњи део, није украшен рубинима. Врпца ордена израђена је од љубичасте моариране свиле, ширине 36 mm, а на средини се налази минијатурни знак ордена, пречника 11 mm, израђен од сребра.
Звезда Ордена југословенске велике звезде носи се на левој страни груди, а лента преко груди - са десног рамена ка левом боку.
Орден југословенске звезде првог степена састоји се од звезде, ленте и орденског знака. Звезда ордена израђена је од сребра. Сачињава је петокрака звезда, пречника 80 mm, на којој се налази позлаћени народни орнамент у облику круга, пречника 50 mm. На спољњем делу орнамента налази се пет геометријски распоређених испуста на ивици, у виду врхова петокраке звезде. Средишњи део орнамента уоквирен је позлаћеним рељефним кругом, са пречником спољњег круга 27 mm. Средишњи део израђен је од легуре бакра и цинка, тамноплаво емајлиран, са позлаћеном буктињом, окруженом двема позлаћеним маслиновим гранчицама. На доњој ивици буктиње налази се пластично израђена петокрака звезда оп рубина, пречника 14 mm, оивичена позлаћеним сребром. Лента ордена израђена је од љубичасте моариране свиле, ширине 100 mm. Крајеви ленте завршавају се машном на којој се налази орденскн знак. Орденски знак је по композицији исти као и орнамент који се налази на звезди ордена, али је петокрака звезда у средишњем делу од црвеног емајла. Пречник орденског знака је 60 mm, а средишњег дела је 32 mm. Врпца ордена израђена је од љубичасте моариране свиле, ширине 36 mm, а на средини се налази се минијатурни знак ордена пречника 11 mm, израђен од сребра. Звезда Ордена југословенске звезде првог степена носи се на левој страни груди, а лента преко груди - са десног рамена ка левом боку.
Орден југословенске звезде другог степена састоји се од звезде и орденског знака. Звезда ордена је иста као и звезда Ордена југословенске звезде првог степена. Орденски знак има лице и наличје и овалног је облика. Средишњи део, са лица и наличја, има облик правилног круга. Орнамент који окружује средишњи део лица исти је као и код орденског знака Ордена југословенске звезде првог степена, али је овалног облика, са хоризонталним пречником 52 mm, и вертикалним пречником 60 mm. Средишњи кружни део лица ордена исти је као и код звезде ордена, са петокраком звездом од рубина, пречника 14 mm. Средишњи део наличја израђен је од легуре барка и цинка, емајлиран бело, на коме се налази позлаћени пластично израђени грб Савезне Републике Југославије, пречника 22 mm. На горњем делу ордена је пљосната карика од позлаћеног сребра дуга 24 mm, кроз коју је провучена трака од љубичасте моариране свиле, ширине 36 mm. Врпца је као код Ордена југословенске звезде првог степена, али је минијатурни знак, који представља средишњи део ордена, позлаћен и има пречник 6 mm. Звезда Ордена југословенске звезде другог степена носи се на левој страни груди, а орденски знак - о врату.
Орден југословенске звезде трећег степена је исти као орденски знак Ордена југословенске звезде другог степена, али са хоризонталним пречником 46 mm и вертикалним 53 mm. Пречник спољње ивице, пластично израђеног круга око средишњег дела износи 27 mm, а петокраке звезде од рубина 12 mm. Грб Савезне Републике Југославије на средишњем делу наличја је пречника 18 mm. Врпца је као код Ордена југословенске звезде другог степена, али је минијатурни знак посребрен. Орден југословенске звезде трећег степена носи се о врату.

## Носиоци одликовања
Ово одликовање се углавном додељивало страним државницима и истакнутим личностима које су биле у посети Југославији. До 31. децембра 1985. године, Орденом југословенске велике звезде одликовано је 115 страних и 12 југословенских државника.

### Одликовани у СФРЈ
- Јосип Броз Тито, председник СФРЈ - одликован 1. фебруара 1954.
- Павле I, грчки краљ - одликован 2. јуна 1954.
- Хајле Селасије, етиопијски цар - одликован 21. јула 1954.
- Принц Маконен, војвода од Харара, син и наводни наследник Хајла Селасија - одликован 21. јула 1954.
- Ахмед Секу Туре, председник Гвинеје - одликован 1961.[5]
- Леонид Брежњев, председник СССР - одликован 3. октобра 1962.
- Елизабета II, краљица Велике Британије - одликована 11. октобра 1972.
- Принц Филип, војвода од Единбурга и супруг краљице Елизабете - одликован 11. октобра 1972.
- Харалд V, краљ Норвешке
- Маргарета II, краљица Данске
- Принц Хенрик, супруг краљице Маргарете II
- Мохамед Реза Пахлави, ирански шах - одликован 3. јуна 1966.
- Фара Пахлави, иранска шахбану (краљица) и супруга Резе Пахлавија - одликована 3. јуна 1966.
- Петар Стамболић, друштвено-политички радник СР Србије и СФРЈ
- Мохамед Захир, авганистански шах - одликован 1. новембра 1960.
- Хасан II, марокански краљ - одликован 1. априла 1961.
- Нородом Сиханук, краљ Камбоџе - одликован 17. јануара 1968.
- Жак Шабан-Делмас, председник владе Француске
- Улав V, краљ Норвешке
- Јумџагин Цеденбал, председник владе Монголије
- Џафар Нимејри, председник Судана
- Бирендра, непалски краљ - одликован 2. фебруара 1974.
- Ајшварја, непалска краљица - одликована 2. фебруара 1974.
- Џабир ел Ахмед ел Сабах, кувајтски емир - одликован 3. фебруара 1979.
- Јулијана, краљица Холандије
- Принц Бернард, супруг краљице Јулијане
- Беатрикс, краљица Холандије
- Хусеин I, краљ Јордана - одликован 11. фебруара 1979.
- Едвард Кардељ, друштвено-политички радник СР Словеније и СФРЈ
- Франц Лескошек, друштвено-политички радник СР Словеније и СФРЈ
- Јован Веселинов, друштвено-политички радник СР Србије и СФРЈ
- Светозар Вукмановић, друштвено-политички радник СР Србије и СФРЈ
- Мијалко Тодоровић, друштвено-политички радник СР Србије и СФРЈ
- Иван Гошњак, генерал армије ЈНА — одликован 4. јуна 1969.
- Ђуро Пуцар, друштвено-политички радник СР Босне и Херцеговине и СФРЈ
- Николаје Чаушеску, председник Румуније - одликован 1966.
- Елена Чаушеску, супруга Николаја Чаушескуа
- Тодор Живков, председник Бугарске
- Жан-Бедел Бокаса, централноафрички цар
- Курт Валдхајм, генерални секретар Уједињених нација
- Едвард Гјерек, први секретар Пољске Уједињене Радничке Партије - одликован 1973.
- Вељко Влаховић, друштвено-политички радник СФРЈ
- Блажо Јовановић, друштвено-политички радник СР Црне Горе и СФРЈ
- Владимир Бакарић, друштвено-политички радник СР Хрватске и СФРЈ
- Лазар Колишевски, друштвено-политички радник СР Македоније и СФРЈ
- Миха Маринко, друштвено-политички радник СР Словеније и СФРЈ
- Модибо Кејта, председник Малија
- Карл XVI Густаф, шведски краљ
- У Ну, председник владе Бурме
- Антон Бениа, аустријски синдикални вођа и председник Националног Савета (доњег дома аустријског парламента)
- Едвард Хамбро, норвешки дипломата и 25. председник Генералне скупштине Организације уједињених нација
- Франсишку да Кошта Гомиш, председник Португала
- Сукарно, председник Индонезије - одликован 12. септембра 1956.
- Сухарто, председник Индонезије - одликован 30. јуна 1975.
- Ба У, председник Бурме - одликован 6. јануара 1955.

### Одликовани у СРЈ
- Муамер ел Гадафи, либијски лидер - одликован 26. октобра 1999.
- Исмаил ал Кади, сиријски амбасадор у Београду - одликован 21. децембра 1999.
- Игор Сергејев, маршал и министар одбране Руске Федерације - одликован 23. децембра 1999.
- Јуриј Балујевски, први заменик министра одбране Руске Федерације - одликован 1999.
- Анатолиј Квашнин, генерал армије и начелник генералштаба руске војске - одликован 1999.
- Ли Пенг, председник Сталног комитета Свекинеске народне скупштине и бивши премијер Народне Републике Кине - одликован 11. јуна 2000.
- Акихито, јапански цар - одликован 7. јануара 2002.

#### Одликовани у СЦГ
- Јон Илијеску, председник Румуније - одликован 30. августа 2004.
- Петар VII, александријски патријарх - одликован Орденом југословенске звезде првог степена 15. маја 2002.